# Гамзаев, Нагиф Альашраф оглы
Нагиф Альашраф оглы Гамзаев  (азерб. Həmzəyev Naqif Ələşrəf oğlu; род. 24 мая 1983, Нариманлу, Варденисский район) — депутат Милли Меджлиса Азербайджанской Республики V и VII созывов, председатель гянджинской городской организации партии Новый Азербайджан.

## Биография
Нагиф Альашраф оглы Гамзаев родился 24 мая 1983 года в селе Нариманлы Варденисского района Армянской ССР. С 1989 по 2000 годы — учился в средней школе № 2 имени Ахмед Джавада города Гянджи. В 2000 году поступил в Исторический Факультет Бакинского Государственного Университета. С университетских времен отличался активностью. Он, является одним из соучредителей Общественного Объединения: «Всемирный союз азербайджанской молодёжи». Он представлял Азербайджан во многих международных конференциях и научных мероприятиях. В 2004 году поступил в магистратуру в Исторический Факультет Бакинского Государственного Университета. По окончании БГУ, в 2012 году поступил в докторантуру в турецкий Университет Социальных Наук «Fırat» на историческую кафедру. На данный момент идет работа над диссертацией. С мая по сентябрь 2009 года начал работать в Гянджинском Государственном Университете специалистом в департаменте информационных и коммуникационных технологий. С сентября 2009 года начал работать специалистом в АзСХУ в департаменте международных отношений. С февраля 2010 года по декабрь 2011 года работал директором центра информационных и коммуникационных технологий.

### Политическая карьера
С 8 февраля 2013 года по 12 мая 2014 года работал на должности заместителя Главы Исполнительной Власти Кяпязского района города Гянджи. 1 августа 2013 года на 8-й конференции Партии «Новый Азербайджан» города Гянджи был избран председателем этой партии. 19 марта 2015 года был назначен первым заместителем Главы Исполнительной Власти города Гянджи.
С 1 октября 2015 года был избран депутатом «Милли Меджлис» города Гянджи. В настоящее время Нагиф Гамзаев является председателем Гянджинской городской организации «Партия нового Азербайджана». Он является членом Комитета Милли Меджлиса по делам Молодежи, Спорта и Прав Человека.
В 2024 году на парламентских выборах в Азербайджане, которые состоялись 1 сентября, одержал победу в I Гянджинский избирательном округе №38. Официально стал депутатом Милли Меджлиса Азербайджана седьмого созыва, первое заседание которого состоялось 23 сентября 2024 года.
Представлен в рабочих группах по межпарламентским связям Азербайджан-Австралия и Новая Зеландия, Азербайджан — Китай, Азербайджан-Грузия, Азербайджан-Казахстан, Азербайджан-Латвия, Азербайджан-Мавритания, Азербайджан-Португалия, Азербайджан-Словения, Азербайджан-Турция, Азербайджан-Украина.
С мая 2018 года он является членом Азербайджанской делегации в Парламентской Ассамблее Совета Европы.
Нагиф Гамзаев свободно говорит на азербайджанском, английском, русском и турецком языках.

## Личная жизнь
Женат, имеет двоих детей.

## Награды
15.10.2018 — Юбилейная медаль «100-летие Азербайджанской армии (1918—2018)» по поручению министра обороны Азербайджанской Республики от имени Президента Азербайджанской Республики.